# Rinchinbal Khan
Rinchinbal Khan (Khanbaliq, 1º maggio 1326 – Dadu, 5 dicembre 1332), conosciuto anche col nome cinese di Ningzong (in cinese: 元寧宗), è stato imperatore della Cina nel 1332, penultimo della dinastia mongola degli Yuan.

## Biografia
Secondo figlio dell'Imperatore Kuśala e fratello minore di Toghun Temür (poi imperatore cinese col nome di Huizong). Sua madre era Babusha della tribù dei Naiman e nacque quando suo padre si trovava in esilio in Asia centrale sotto il Khanato Chagatai.
Rinchinbal venne nominato principe di Fu, quando suo padre Kuśala morì, e gli succedette il fratello minore Tugh Temür. Tugh Temur nominò nel gennaio del 1331 suo figlio Aratnadara quale erede al trono imperiale.
Per assicurare la successione al trono a suo figlio, Tugh Temur ordinò di giustiziare la madre di Rinchinbal, Babusha, e di esiliare Toghan Temur in Corea. Ad ogni modo, Aratnadara morì un mese dopo la sua designazione quale erede al trono.

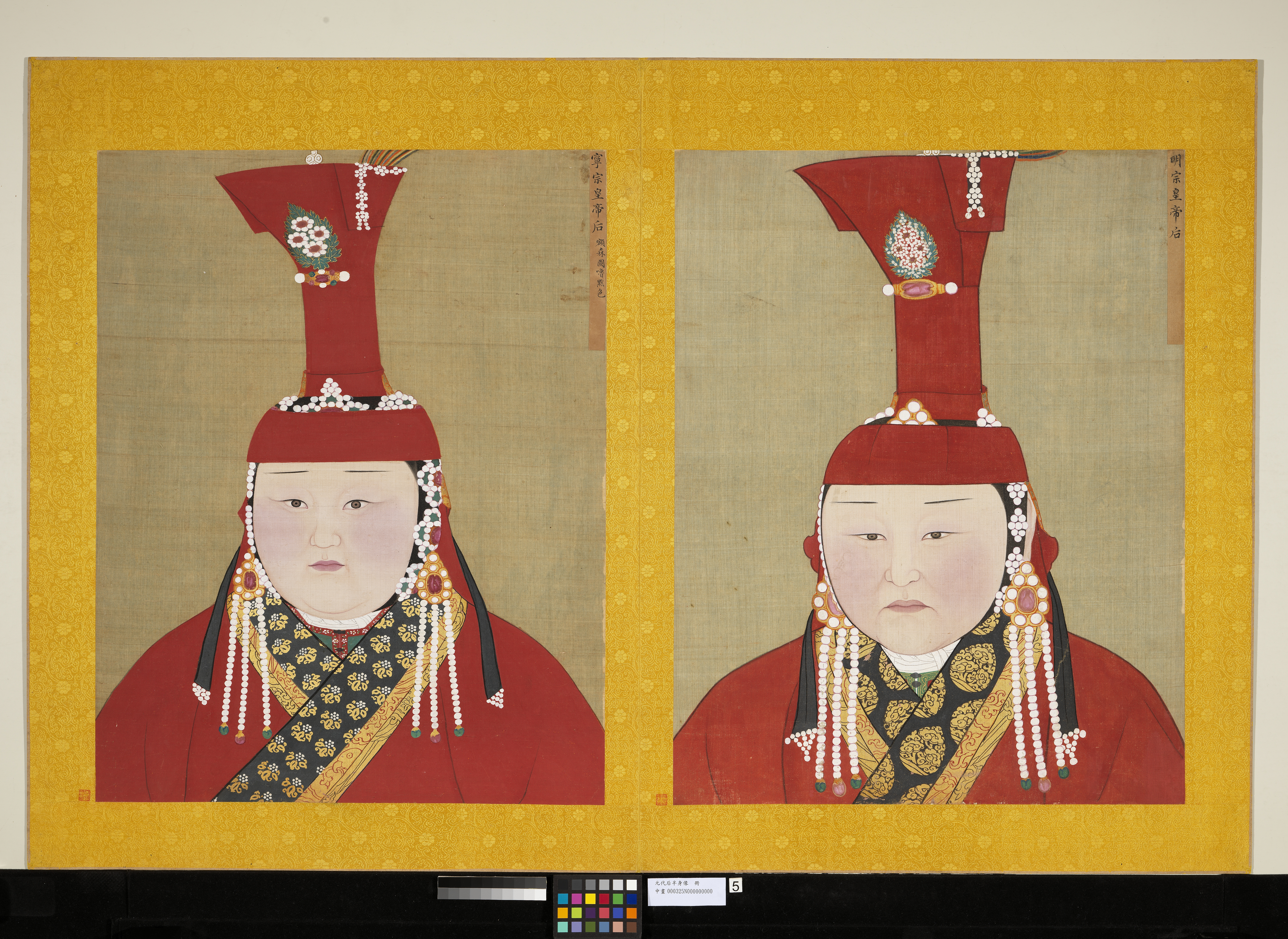
La consorte (a sinistra) e la madre (a destra) di Rinchinbal.

Quando anche il figlio di Tugh Temür, El Tegüs, morì nel 1332, si dice che l'Imperatore abbia provato rimorso a causa delle azioni commesse in passato, ed espresse l'intenzione di nominare erede al trono il figlio maggiore di Kusala anziché il proprio figlio primogenito. Malgrado i tentativi di opposizione, anche quando l'Imperatore morì, la sua vedova rispettò la sua volontà, consentendo a Rinchibal di accedere al trono imperiale seppure avesse appena 6 anni. Rinchinbal venne nominato imperatore il 13 ottobre 1332, ma morì due mesi dopo, avendo governato per un totale di soli 53 giorni.
El Temür a questo punto chiese a Budashiri di nominare imperatore El Tegüs, ma ella gli negò nuovamente il permesso, scegliendo di richiamare a corte il fratello minore di Rinchinbal, Toghun Temür dal suo esilio a Guangxi nel sud-est della Cina.